# Centrala Luzon

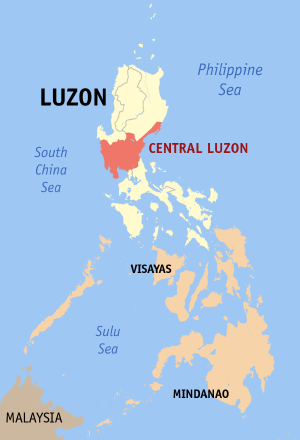
Centrala Luzons läge.

Centrala Luzon (engelska Central Luzon) är en region på Luzon i Filippinerna med 9 385 300 invånare (2006) på en yta av 21 470,3 km². Den innefattar Filippinernas största slätt och är den region i landet som producerar det mesta av landets ris.
Regionen är indelad i sju provinser, Aurora, Bataan, Bulacan, Nya Ecija, Pampanga, Tarlac och Zambales. Dessa består av 117 kommuner samt 13 städer.
Regionens huvudstad är San Fernando i Pampanga.